# Повноцінна людина
«Повноцінна людина» (англ. The Whole Man) — науково-фантастичний роман Джона Браннера, виданий у видавництві Collier Books у 1964 році. Наступного року був номінований на премію Гюго за найкращий роман, але програв Блукачу Фріца Лайбера. У Великій Британії роман було видано під назвою «Телепат».
Випуск цього роману вважається поворотним моментом у кар'єрі Браннера, його кроком уперед від космічних опер, які публікувалися видавництвом Ace Books, до набагато складніших романів, прикладом яких є «Зибучий пісок» та «Стояти на Занзібарі».

## Сюжет
В Англії найближчого майбутнього, після невстановленої кризи, яка була пов'язана з телепатією, влада виявляє Джеральда Хаусона — фізично неповноцінного від народження юнака, з потворним обличчям, скаліченими ногами та великими телепатичними здібностями. Роман описує намагання Хаусона впоратися зі своєю ментальною силою.

## Відгуки
Відома письменниця Джо Волтон зазначала, що роман «Повноцінна людина» не настільки гарний, як «Стояти на Занзібарі», але все одно це приємна та продумана книга, яка за своєю суттю має не пригодницький, а психологічний тип.

## Нагороди та номінації
- Номінація на премію Гюго 1965 року